# Francesco Schiavone
 (juin 2023).
Si vous disposez d'ouvrages ou d'articles de référence ou si vous connaissez des sites web de qualité traitant du thème abordé ici, merci de compléter l'article en donnant les références utiles à sa vérifiabilité et en les liant à la section « Notes et références ».
 (juin 2023).
La mise en forme du texte ne suit pas les recommandations de Wikipédia : il faut le « wikifier ».
Les points d'amélioration suivants sont les cas les plus fréquents. Le détail des points à revoir est peut-être précisé sur la page de discussion.
- Les titres sont pré-formatés par le logiciel. Ils ne sont ni en capitales, ni en gras.
- Le texte ne doit pas être écrit en capitales (les noms de famille non plus), ni en gras, ni en italique, ni en « petit »…
- Le gras n'est utilisé que pour surligner le titre de l'article dans l'introduction, une seule fois.
- L'italique est rarement utilisé : mots en langue étrangère, titres d'œuvres, noms de bateaux, etc.
- Les citations ne sont pas en italique mais en corps de texte normal. Elles sont entourées par des guillemets français : « et ».
- Les listes à puces sont à éviter, des paragraphes rédigés étant largement préférés. Les tableaux sont à réserver à la présentation de données structurées (résultats, etc.).
- Les appels de note de bas de page (petits chiffres en exposant, introduits par l'outil «  Source ») sont à placer entre la fin de phrase et le point final[comme ça].
- Les liens internes (vers d'autres articles de Wikipédia) sont à choisir avec parcimonie. Créez des liens vers des articles approfondissant le sujet. Les termes génériques sans rapport avec le sujet sont à éviter, ainsi que les répétitions de liens vers un même terme.
- Les liens externes sont à placer uniquement dans une section « Liens externes », à la fin de l'article. Ces liens sont à choisir avec parcimonie suivant les règles définies. Si un lien sert de source à l'article, son insertion dans le texte est à faire par les notes de bas de page.
- La présentation des références doit suivre les conventions bibliographiques. Il est recommandé d'utiliser les modèles {{Ouvrage}}, {{Chapitre}}, {{Article}}, {{Lien web}} et/ou {{Bibliographie}}. Le mode d'édition visuel peut mettre en forme automatiquement les références.
- Insérer une infobox (cadre d'informations à droite) n'est pas obligatoire pour parachever la mise en page.

Pour une aide détaillée, merci de consulter Aide:Wikification.
Si vous pensez que ces points ont été résolus, vous pouvez retirer ce bandeau et améliorer la mise en forme d'un autre article.
Francesco Schiavone (né le 3 mars 1954 à Casal di Principe), surnommé « Sandokan », est un criminel appartenant à la Camorra. Il est le chef du clan des Casalesi, considéré comme le clan mafieux le plus puissant d'Italie.

## Biographie
Originaire de Casal di Principe dans la province italienne de Caserte, Schiavone entre dans la criminalité en devenant le chauffeur du narcotrafiquant Umberto Ammaturo. En 1972, il est arrêté pour la première fois pour port illégal d'armes.

## Carrière criminelle

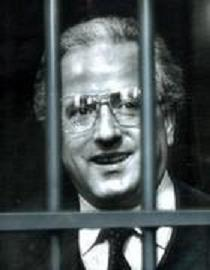
Raffaele Cutolo.

Schiavone était le chauffeur d'Umberto Ammaturo, mais c'est en 1981 que Francesco Schiavone et son cousin Carmine sont initiés dans le clan Casalesi par Antonio Bardellino qui en est alors le chef. Schiavone et Bardellino deviennent protagonistes de la lutte contre la Nuova Camorra Organizzata (NCO) de Raffaele Cutolo.

### Le clan Casalesi
Après la chute de Cutolo, le clan Casalesi sort vainqueur de la guerre entre NCO et NF. Une guerre interne au sein des Casalesi éclate en 1988 entre Bardellino et Bidognetti-Iovine-Schiavone parce que Bardellino tuait le frère de Mario Iovine, son bras droit. Pour venger l'assassinat de son frère, Iovine a tué Bardellino le 26 mai en Brésil et simultanément en Italie, Schiavone a étranglé Paride Salzillo, le neveu de Bardellino.
Après l'extermination des Bardellino, Bidognetti-Iovine-Schiavone ont pris la tête des Casalesi cependant Schiavone s'est échappé en France et a été arrêté le 22 mai 1989 à Lyon. En avril 1990, Schiavone et Iovine sont libérés. Une autre  guerre éclate au sein des Casalesi entre Schiavone-Iovine et Vincenzo De Falco. En décembre, De Falco prévient la police et Schiavone et Bidognetti sont arrêtés. En représailles, De Falco est exécuté le 2 février 1991, son frère pour le venger tue Mario Iovine le 6 mars 1991. Ainsi Schiavone devient le chef unique des Casalesi.

## Chute et condamnation
En 1993, Schiavone est libéré après deux ans d'incarcération et devient ensuite un fugitif. En 1995, il échappe à un mandat d'arrêt. Le 11 juillet 1998, Schiavone est arrêté pour la dernière fois. Le 19 juin 2008, dans le procès d'appel du Procès Spartacus (en), Schiavone est condamné à perpétuité avec Francesco Bidognetti, les fugitifs Michele Zagaria, Antonio Iovine (les deux derniers était également condamnés à vie mais par contumace) et 16 autres personnalités criminelles.
En mars 2024, il est annoncé que Schiavone a décidé de devenir repenti et de coopérer avec la justice après 26 ans de prison. Les autorités espèrent que cette coopération fournira des informations importantes qui permettront, entre autres, de clarifier les liens économiques et politiques des Casalesi. Ses deux fils, Nicola et Walter Schiavone, également incarcérés, avaient déjà décidé par le passé de coopérer avec la justice.